# Гаркуша Григорій Якимович
Григорій Якимович Гаркуша (нар. 3 квітня 1941, с. Шестірня, Широківський район, Дніпропетровська область - помер 17 травня 2022р, м.Київ ) — український співак, Народний артист Української РСР (1988). Академік Міжнародної академії духовного єднання світу (1998). Кавалер Президентської нагороди — ордена «За заслуги» (1996). Кавалер ордена князя Ярослава Мудрого V ступеня (2011). Лауреат премії ім. І. Нечуя-Левицького (1998).

## Біографія
Народився 3 квітня 1941 року в с. Шестірня на Дніпропетровщині.
Навчався у Московській консерваторії (1966—1971 роки) у класі професора О. Свєшникової.
З 1971 року — соліст (баритон) Київської філармонії.
З 1993 — викладач Київської консерваторії (на кафедрі сольного співу, з 1998 — професор), У 1995—2000 рр. — на педагогічній роботі в Київському національному університеті культури і мистецтв.

## Творчість
У концертних програмах — вокальні твори Г. Ф. Генделя, Р. Шумана, Ф. Шуберта, Е. Гріга, Р. Леонкавалло, М. Лисенка, Я. Степового, А. Кос-Анатольського, Г. Майбороди, О. Білаша.
Гастролював за кордоном.
Серед учнів — Р. Сухий (США), С. Дяченко.
Телевізійні фільми за його участю: «Видатні українці» (2011) та «Душі криниця» (2012).